# Albert, Duque de Broglie

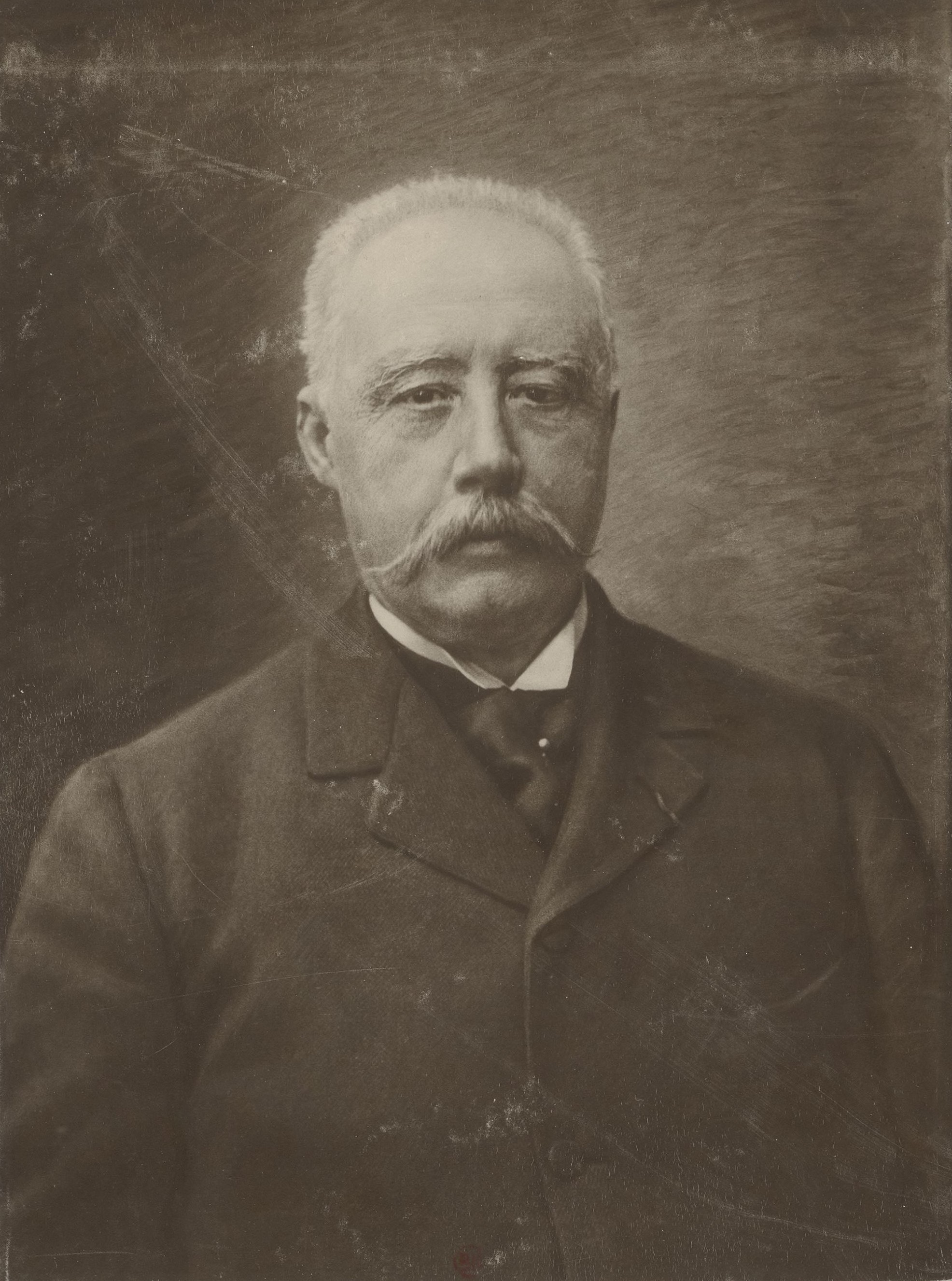
Victor, Duque de Broglie. Image. Restaurada.

Jacques Victor Albert, Duque de Broglie (13 de Junho de 1821, Paris – 19 de Janeiro de 1901) foi um político francês. Ocupou o cargo de primeiro-ministro da França.

## Biografia
Albert de Broglie nasceu em Paris, França, o filho mais velho de Victor, 3.º duque de Broglie, um estadista liberal da Monarquia de Julho, e Albertine, baronesa Staël von Holstein, o quarto filho de Madame de Staël. Ele era, portanto, o bisneto de Jacques Necker.
Após uma breve carreira diplomática em Madrid e Roma, com a revolução de 1848, Albert de Broglie retirou-se da vida pública e dedicou-se à literatura. Ele já havia publicado uma tradução do sistema religioso de Leibniz (1846). Ele agora imediatamente deixou sua marca por suas contribuições para a Revue des deux mondes e para o órgão orleanista e clerical Le Correspondant. Essas e outras contribuições lhe trouxeram a sucessão da cadeira de Lacordaire na Académie française em 1862, juntando-se a seu pai nesta sociedade.
Em 1870 sucedeu a seu pai como 4.º duque de Broglie, tendo sido anteriormente denominado príncipe de Broglie. No ano seguinte foi eleito para a Assembleia Nacional para o departamento da Eure, e poucos dias depois (em 19 de fevereiro) foi nomeado embaixador francês em Londres. Depois que suas negociações sobre os tratados comerciais entre a Grã-Bretanha e a França foram recebidas com críticas, ele renunciou ao cargo de embaixador em março de 1872 e assumiu seu assento na Assembleia, onde se tornou o líder da campanha monarquista contra o presidente Thiers.
Quando Thiers foi substituído pelo marechal Mac-Mahon, Broglie foi nomeado primeiro-ministro e ministro das Relações Exteriores em maio de 1873. Em 26 de novembro, após a passagem do Septennate, o governo foi reestruturado e Broglie trocou as Relações Exteriores com o Ministério do Interior. Suas políticas conservadoras despertaram o ódio amargo dos republicanos, enquanto suas tentativas de alcançar um compromisso entre os pretendentes rivais à monarquia alienaram tanto os legitimistas quanto os bonapartistas.
O resultado foi a queda do gabinete em 16 de maio de 1874. Três anos depois (em 16 de maio de 1877) ele foi encarregado da formação de um novo Gabinete, com o objetivo de apelar ao país e garantir uma maioria conservadora na câmara. Enquanto os conservadores aumentaram sua participação nos votos, a eleição, no entanto, confirmou uma maioria republicana decisiva. De Broglie foi derrotado em seu próprio círculo eleitoral e renunciou em 20 de novembro.
Derrotado novamente em 1885, ele abandonou a política e voltou ao seu trabalho histórico, publicando uma série de estudos históricos e biografias. Ele morreu em Paris em 19 de janeiro de 1901, aos 79 anos.

### 1.º Ministério (25 de maio – 26 de novembro de 1873)
Ver Gabinete Broglie I
| Portfólio                                         | Suporte                                 | Partido      |
| ------------------------------------------------- | --------------------------------------- | ------------ |
| Vice-presidente do Conselho de Ministros          | Alberto de Broglie                      | Realista     |
| Ministros                                         |                                         |              |
| Ministro de relações exteriores                   | Alberto de Broglie                      | Realista     |
| ministro do interior                              | Charles Beule                           | Realista     |
| ministro da Justiça                               | Jean Ernoul                             | Realista     |
| Ministro de finanças                              | Pierre Magne                            | Realista     |
| ministro da guerra                                | General François Charles du Barail      | Bonapartiste |
| Ministro da Marinha e Colônias                    | Almirante Charles de Dompierre d'Hornoy | Nenhum       |
| Ministro da Educação Pública, Belas Artes e Culto | Anselme Batbie                          | Nenhum       |
| Ministro das Obras Públicas                       | Alfred Deseilligny                      | Realista     |
| Ministro da Agricultura e Comércio                | Marie Roullet de La Bouillerie          | Realista     |

### 2.º Ministério (26 de novembro de 1873 – 22 de maio de 1874)
Ver Gabinete Broglie II
| Portfólio                                         | Suporte                                 | Partido      |
| ------------------------------------------------- | --------------------------------------- | ------------ |
| Vice-presidente do Conselho de Ministros          | Alberto de Broglie                      | Realista     |
| Ministros                                         |                                         |              |
| Ministro do interior                              | Alberto de Broglie                      | Realista     |
| Ministro da Justiça                               | Octave Depeyre                          | Realista     |
| Ministro de finanças                              | Pierre Magne                            | Realista     |
| Ministro de relações exteriores                   | Luís Decazes                            | Realista     |
| Ministro da guerra                                | General François Charles du Barail      | Bonapartista |
| Ministro da Marinha e Colônias                    | Almirante Charles de Dompierre d'Hornoy | Nenhum       |
| Ministro da Educação Pública, Belas Artes e Culto | Oscar Bardi de Fourtou                  | Realista     |
| Ministro das Obras Públicas                       | Carlos de Larcy                         | Realista     |
| Ministro da Agricultura e Comércio                | Alfred Deseilligny                      | Realista     |

### 3.º Ministério (17 de maio – 23 de novembro de 1877)
Ver Gabinete Broglie III
| Portfólio                                         | Suporte                                   | Partido  |
| ------------------------------------------------- | ----------------------------------------- | -------- |
| Presidente do Conselho de Ministros               | Alberto de Broglie                        | Realista |
| Ministros                                         |                                           |          |
| Ministro da Justiça                               | Alberto de Broglie                        | Realista |
| Ministro de relações exteriores                   | Luís Decazes                              | Realista |
| Ministro do interior                              | Oscar Bardi de Fourtou                    | Realista |
| Ministro de finanças                              | Eugène Caillaux                           | Realista |
| Ministro da guerra                                | Brigue. General Jean Auguste Berthaut     | Nenhum   |
| Ministro da Marinha e Colônias                    | Vice-almirante Albert Gicquel des Touches | Nenhum   |
| Ministro da Educação Pública, Belas Artes e Culto | Joseph Brunet                             | Realista |
| Ministro das Obras Públicas                       | Augusto Paris                             | Realista |
| Ministro da Agricultura e Comércio                | Alfredo de Meaux                          | Realista |